# La Nación
La Nación é um jornal diário argentino com sede em Buenos Aires. Foi fundado em 4 de janeiro de 1870 pelo então presidente Bartolomé Mitre. O jornal tem tiragem de 160 mil exemplares de segunda-feira a sábado e de 250 mil aos domingos.

## História
O jornal foi fundado em 4 de janeiro de 1870 (que substituiu a antiga publicação Nación Argentina), pelo ex-presidente argentino Bartolomé Mitre e associados. Até 1914, o editor-chefe era José Luis Murature, ministro das Relações Exteriores da Argentina entre 1914 e 1916. Desfrutando de maior número de leitores da América Latina até os anos 1930, a sua circulação diária média, cerca de 350 mil exemplares, era superada apenas pela do Crítica, um tabloide de Buenos Aires. Em 1945, o lançamento do Clarín criou um novo rival e seguindo o fechamento do Crítica em 1962 e a suspensão do Crónica em 1975, o La Nación assegurou a sua posição como o principal rival de mercado do Clarín.

## Orientação ideológica
O La Nación, é considerado a principal liderança da  direita conservadora do país, tendo sido historicamente uma via de expressão dos setores da Igreja Católica, das Forças Armadas da Argentina,  e também dos ruralistas argentinos. Tem o diário Clarín, de centro-direita, como seu maior concorrente.